# Convair XP-81
Consolidated Vultee XP-81 byl projekt jednomístného celokovového dálkového stíhacího letounu, jehož pohon by kombinoval turbovrtulový motor a proudový motor. Přestože vývoj prototypů byl slibný, nedostatek vhodných motorů, společně s koncem druhé světové války vedly k tomu, že byl nakonec vývoj zrušen.

## Vývoj

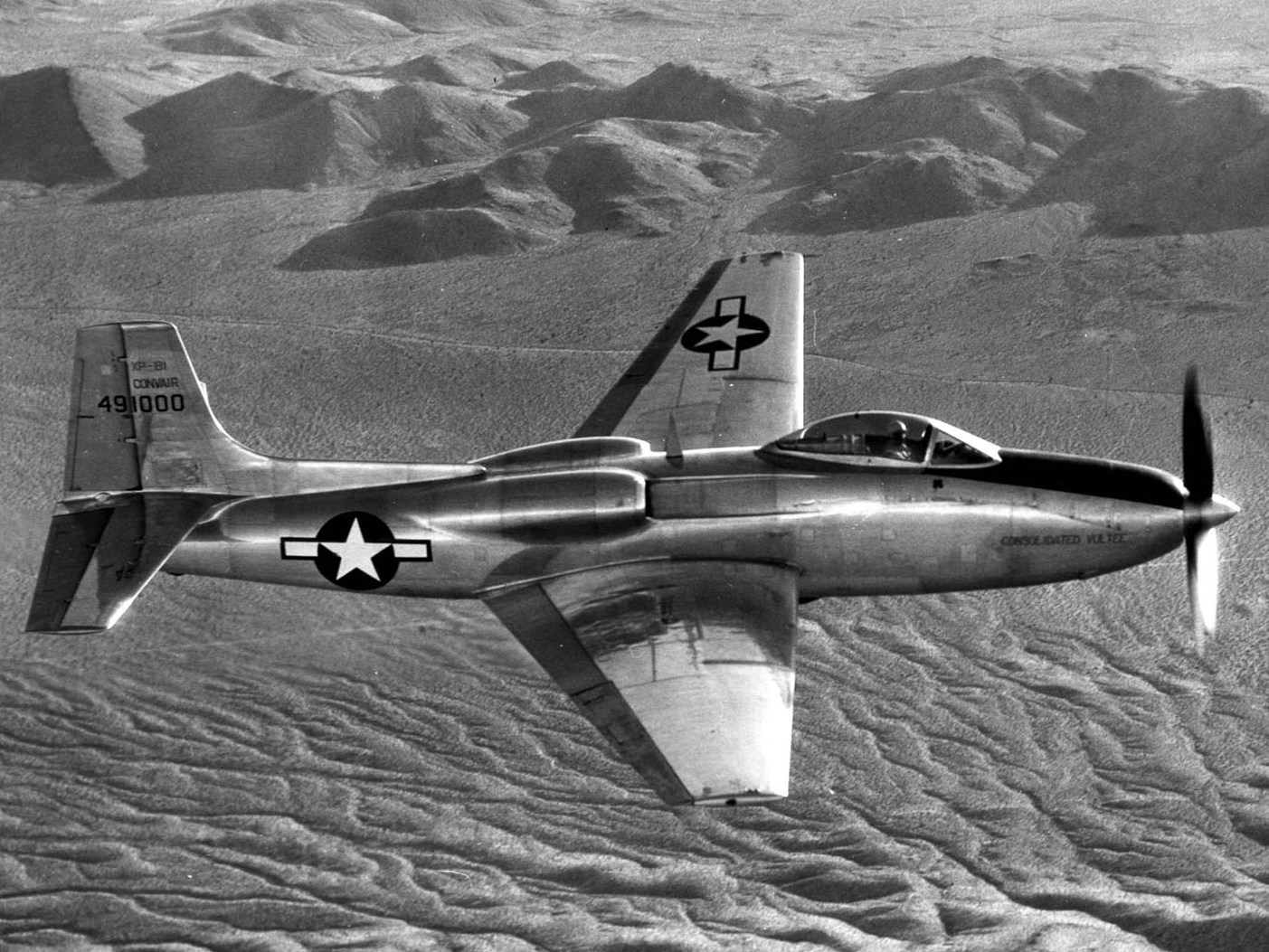
Convair XP-81

Dálkový stíhací letoun byl vyvíjen za druhé světové války pro nasazení na rozlehlém tichomořském válčišti. Na počátku 1943 byl společnosti Convair zadáno zpracování projektu dálkového doprovodného stíhacího letounu, který by spolupracoval se strategickými bombardéry B-29 Superfortress. Požadavky byly velmi náročné, neboť jednomístný letoun měl mít vysoké výkony, velký dolet a silnou výzbroj. Samotný vývoj letounu Model 102 byl zahájen v lednu 1944. Vývojový tým vedl konstruktér Charles W. Irwine. Pro pohon letounu byl zvolen kombinovaný pohon, složený z motoru turbovrtulového a proudového. Proudový motor měl zvyšovat výkonu letounu při vzletu, stoupání a v boji, přičemž motor turbovrtulový měl zajistit dlouhý dolet při letu cestovní rychlostí. Byl to kompromis, který byl daný tím, že proudové motory byly stále novou konstrukcí a přes svůj slibný vývoj měly stále vysokou spotřebu a nízký výkon. Kombinovaný pohon byl jako kompromisní řešení využit pouze u několika amerických stíhacích letounů (Ryan FR-1 Fireball a Curtiss XF15C).
V únoru 1944 byly objednány dva prototypy XP-81 (44-910000, 44-910001). Kvůli zpoždění vývoje turbovrtulového motoru musel být do prvního prototypu provizorně instalován pístový motor Packard V-1650 Merlin (1490 k, 1095 kW) z typu North American P-51D Mustang. Takto upravený XP-81 absolvoval svůj první vzlet ze základny Muroc 11. února 1945. Pilotoval jej tovární zkušební pilot F. W. Davis. Úvodních deset hodin letových zkoušek ukázalo, že letoun má dobré vlastnosti a výkony. Mezi nedostatky patřila podélná nestabilita. Proto bylo objednáno 13 předsériových letounů YP-81. Mezitím však americké ozbrojené síly v Pacifiku obsadily ostrovy Guam a Saipan, na kterých byly vybudovány letecké základny vhodné pro operace proti Japonsku. To vedlo nejprve ke snížení priority tohoto vývojového programu, přičemž těsně před japonskou kapitulací byla objednávka předsériových YP-81 stornována. Výrobce ještě dokončil druhý prototyp, který vzlétl v prosinci 1945. Druhý prototyp poháněl turbovrtulový motor (dodatečně byl instalován i do prvního prototypu) a dále měl zvýšenou svislou ocasní plochu pro zlepšení stability. Oba prototypy byly května 1947 využívány jako létající laboratoře. Tehdy byly označeny ZXF-81. Po vyřazení byly využívány jako cíle cvičného bombardování. Vrak jednoho prototypu je uložen v Národním muzeu Letectva Spojených států amerických.

## Konstrukce

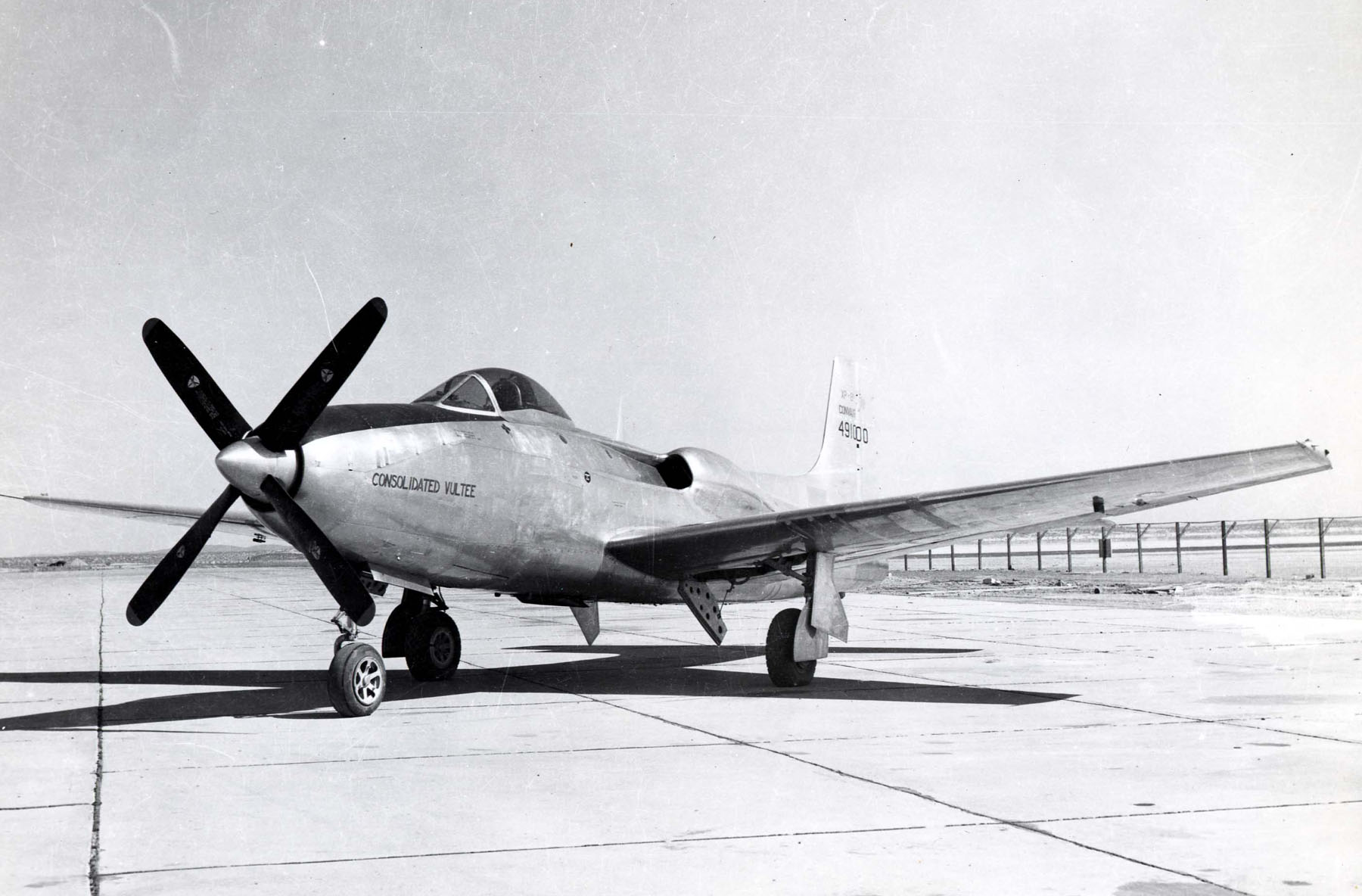
Convair XF-81

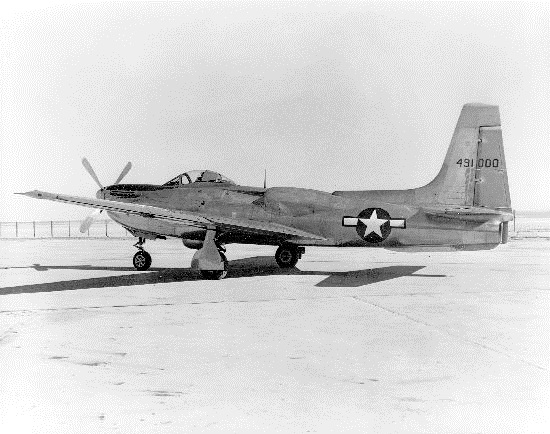
Convair XF-81

Jednalo se o celokovový jednomístný středoplošník. Pilot seděl v přetlakové kabině pod kapkovitým překrytem. Měl k dispozici jednoduché vystřelovací sedadlo. Letoun byl vybaven kombinovaným pohonem. Pro XP-81 byl vybrán turbovrtulový motor General Electric TG-100 (vzletový výkon 2300 k, 1690 kW, vojenské označení XT-31-GE-1), který roztáčel čtyřlistou vrtuli v přídi letounu a proudový motor Allison J33-GE-5 (tah 16,7 kN) na konci trupu.

## Varianty
- XP-81 – Dva prototypy.
- YP-81 – Objednáno 13 předsériových letadel. Stavba zrušena.
- ZXF-81 – Oba prototypy upravené na létající laboratoře.

## Specifikace
Údaje podle:

### Technické údaje
- Osádka: 1
- Rozpětí: 15,40 m
- Délka: 13,61 m
- Výška: 4,32 m
- Nosná plocha: 39,48 m²
- Hmotnost prázdného letounu: 5790 kg
- Vzletová hmotnost: 8855 kg
- Vzletová hmotnost s přetížením: 11 190 kg

### Pohonná jednotka
- 1× turbovrtulový motor General Electric TG-100
  - Výkon motoru: 2300 hp (1690 kW)
- 1× proudový motor Allison J33-GE-5
  - Tah motoru: 16,7 kN

### Výkony
- Maximální rychlost: 792 km/h
- Počáteční stoupavost: 27 m/s
- Dostup: 14 325 m

### Výzbroj
- 6× 20mm kanón T-31, nebo 6× 12,7mm kulomet Browning (plánováno)
- 900 kg pum